# Les Aventures de Plume d'Élan
Les Aventures de Plume d’Élan est une série télévisée d’animation française de 5 minutes par épisodes soutenue par la Sécurité Routière (dépendant du Ministère des Transports). Les créateurs de la série sont Christophe Izard et Bélokapi (la société de Lonati et Bettiol). Ce dessin animé pédagogique apprend aux enfants les rudiments de la sécurité routière. Elle a été diffusée dès 1979 sur TF1 dans Au plaisir du Samedi.
Au Québec, elle est diffusée à partir du 16 janvier 1984 sur TVJQ.

## Synopsis
Plume d’Élan est un petit peau-rouge plein de malice qui sensibilise les enfants aux dangers de la ville et de la campagne.

## Remarque
La sécurité routière à cette époque avait créé le personnage de Bison Futé pour les adultes. La création du personnage de Plume d’Élan pour les plus jeunes entrait donc dans la logique de l’époque.